# Will Ferguson
Will Ferguson, właśc. William Stener Ferguson (ur. 12 października 1964 w Fort Vermilion) – kanadyjski pisarz, brat pisarza Iana Fergusona.
Ukończył studia licencjackie na York University. Później przez pięć lat był nauczycielem języka angielskiego w Japonii. Otrzymał nagrody literackie: Giller Prize (za powieść 419. Wielki przekręt) oraz trzykrotnie Stephen Leacock Memorial Medal for Humour (za książki: Generica, Beauty Tips from Moose Jaw: Travels in Search of Canada, Beyond Belfast: A 560-Mile Walk Across Northern Ireland on Sore Feet).
W 1995 w Kumamoto poślubił Japonkę Terumi Matsumoto. Para ma dwoje dzieci. Mieszka w Calgary.

## Powieści
- Generica (2001)
- Happiness (2002; wyd. pol. Szczęście TM 2004)
- Spanish Fly (2007; wyd. pol. Hiszpańska Mucha 2010)
- 419 (2012; wyd. pol. 419. Wielki przekręt 2014)

## Literatura faktu
Trylogia Canadian Humour Trilogy
1. Why I Hate Canadians (1997)
2. How to Be a Canadian (2003; wraz z Ianem Fergusonem)
3. Canadian Pie (2011)

- I Was a Teenage Katima-Victim (1998)
- Hitch-hiker's Guide to Japan (1998)
- Hokkaido Highway Blues (1998; wyd. pol. W drodze na Hokkaido 2011)
- The Girlfriend's Guide to Hockey (1999; wraz z Bruce'em Spencerem i Teeną Spencer)
- Bastards and Boneheads: Canada's Glorious Leaders Past and Present (1999)
- Canadian History for Dummies (2000)
- Beauty Tips From Moose Jaw (2004)
- Hitching Rides with Buddha (2005)
- Penguin Anthology of Canadian Humour (2007)
- Beyond Belfast (2009)
- Coal Dust Kisses (2010)

## Wspomnienia
- Coal Dust Kisses: A Christmas Memoir (2010)